# 兴宁寺
兴宁寺是位于中国河北省石家庄市长安区白佛村兴宁寺街的一座汉传佛教寺院。

## 历史
兴宁寺位于通往白佛村的南北走向的兴宁寺街中央，兴宁寺街从兴宁寺两侧绕过，将兴宁寺夹在中间。
《石家庄市地名志》记载，兴宁寺始建于北齐天保元年（550年）。兴宁寺过去规模很大，寺前广场一直延伸到今兴宁寺所在高台以南三、四十米处。当时兴宁寺周围有围墙，主要建筑有山门、前殿、后殿、东西厢房共12间。明朝嘉靖三年（1524年）的一块重修碑上刻有“郡城南下迤隔滹沱河驿涂右掖地名白佛村……村因寺识……大齐天保元年创建……”等字样。如今该碑躺卧于寺前高台的地上。
文化大革命中，兴宁寺遭到全部毁坏。仅剩下白石佛一尊。1987年，白佛村筹集9万余元人民币重建了兴宁寺，村民自发捐款3万多元，新建的兴宁寺只有一座大殿。大殿落成后，白佛被重新安放到大殿内。1993年6月2日夜，盗贼破门而入，割走了白佛的前脸，白佛只剩下双耳及后脑勺。村民随后请来曲阳石匠，重新雕刻了汉白玉前脸，接在白佛头上。村民还为大殿焊了铁门、铁窗，加固了大殿，后来，又有盗贼试图盗窃白佛，未下手便被村民发现，最终抓住并扭送派出所。
兴宁寺1987年重建后，并无僧人，由村民保管钥匙，仅在农历初一、十五开门，供信众进入大殿上香。

## 建筑
如今，兴宁寺仅有一间正殿，座落于1米半高的砖台上。门窗为木制，其余均为水泥制作。为了防盗，大殿设有两道门，外为木门，内为铁栅栏门。
殿内有一尊约高4米的石佛。如今石佛身披红、黄色绸布。石佛脚踩石制莲花底座。佛像背后有一块灰色石板，边缘残缺，花纹细腻。石板、佛身、莲花底座是用整块汉白玉雕成。如今，佛像背后垒有宽2米的水泥靠板，使石佛可以稳固矗立。
历史上，这尊白佛在日伪时期曾经两次被偷，由于佛身沉重，故盗贼试图割取佛头。两次均未得手，但钢锯切入石佛颈部三分之一深。此后，村民用砖垒起一座佛龛，将石佛罩在其内，并焊钢丝网，只露出石佛的面部。“文化大革命”初期，由于形势影响，村民将石佛拉倒，就地掩埋。
1993年7月15日，“白佛村石造像”被列入河北省文物保护单位，类型为石刻，历史年代为北齐。
据资料记载，兴宁寺1987年重建后，石佛背后的墙上曾经写有“保全国粹”、“珍重村名”八个大字，但现已无存。